# Тайскирхен-им-Иннкрайс
Тайскирхен-им-Иннкрайс (нем. Taiskirchen im Innkreis) — ярмарочная община (нем. Marktgemeinde) в Австрии, в федеральной земле Верхняя Австрия. 
Входит в состав округа Рид-им-Иннкрайс.  Население составляет 2404 человека (на 27 ноября 2007 года). Занимает площадь 34,53 км². Официальный код  —  41231.

## Политическая ситуация
Бургомистр общины — Йохан Вайратмюллер (АНП) по результатам выборов 2003 года.
Совет представителей общины (нем. Gemeinderat) состоит из 25 мест.
- АНП занимает 16 мест.
- СДПА занимает 7 мест.
- АПС занимает 2 места.